# 그리스 야구 국가대표팀
그리스 야구 국가대표팀(그리스어: Εθνική ομάδα μπέιζμπολ της Ελλάδος)은 그리스를 대표하여 국가대항전에 참가하는 야구 국가대표팀으로 그리스 아마추어 야구 연맹에 의해 운영된다.

## 역대 대회 성적

### 올림픽
- 2004 - 7위

### 월드컵
- 2011 - 16위

### 유럽 선수권 대회
- 2003 - 2위
- 2005 - 9위
- 2010 - 4위
- 2012 - 7위
- 2014 - 10위
- 2016 - 11위

## 같이 보기
- 유럽 야구 연맹
- 그리스 야구 리그